# Rüti (Winkel)
Rüti (toponimo tedesco) è una frazione del comune svizzero di Winkel, nel Canton Zurigo (distretto di Bülach).

## Storia
Già comune autonomo, nel 1811 fu accorpato al comune di Winkel assieme all'altro comune soppresso di Eschenmosen.